# Habenaria quadrata
Habenaria quadrata är en orkidéart som beskrevs av John Lindley. Habenaria quadrata ingår i släktet Habenaria och familjen orkidéer. Inga underarter finns listade i Catalogue of Life.